# Európai Szocialisták Pártja
Az Európai Szocialisták Pártja (angolul Party of European Socialists, PES; további hivatalos nevekért lásd alább) európai szintű szociáldemokrata párt. 
Elődjét, az Európai Közösség Szocialista Pártjainak Konföderációját szociáldemokrata, szocialista- és munkáspártok alapították 1973-ban. A párttá szerveződésről az 1993-ban, Hágában tartott konferencián döntöttek. Innentől viseli a pártcsoportosulás az Európai Szocialisták Pártja elnevezést. A PES képviselőcsoportja az Európai Parlamentben a Szocialisták és Demokraták Progresszív Szövetsége (S&D). 
Tagjai közt van az olasz Demokrata Párt, a brit Munkáspárt, a francia Szocialista Párt, Németország Szociáldemokrata Pártja és a Spanyol Szocialista Munkáspárt.
Magyarországon tagja a Magyar Szocialista Párt (MSZP) és a Demokratikus Koalíció (DK).

## Nevek
A magyar verzión kívül a következő nevek hivatalosak és az adott nyelveken használatosak.
- Albánul: Partia e Socialistëve Europianë
- Angolul: Party of European Socialists
- Bolgárul: Партия на европейските социалисти, Partiya na evropeyskite sotsialisti
- Bosnyákul: Stranka evropskih socijalista
- Csehül: Strana evropských socialistů
- Dánul: De Europæiske Socialdemokrater
- Észtül: Euroopa Sotsialistlik Partei
- Finnül: Euroopan sosialidemokraattinen puolue
- Franciául: Parti socialiste européen
- Görögül: Ευρωπαϊκό Σοσιαλιστικό Κόμμα, Eurōpaïko Sosialistiko Komma
- Hollandul: Partij van Europese Socialisten
- Izlandiul: Flokkur evrópskra sósíalista
- Írül: Páirtí na Sóisialaithe Eorpach
- Lengyelül: Partia Europejskich Socjalistów
- Lettül: Eiropas Sociāldemokrātiskā partija
- Litvánul: Europos socialistų partija
- Luxemburgiul: Partei vun den Europäesche Sozialisten
- Macedónul: Партија на европските социјалисти, Partija na evropskite socijalisti
- Máltaiul: Partit tas-Soċjalisti Ewropej
- Németül: Sozialdemokratische Partei Europas
- Norvégul: Det europeiske sosialdemokratiske partiet
- Olaszul: Partito del Socialismo Europeo
- Portugálul: Partido Socialista Europeu
- Románul: Partidul Socialiștilor Europeni
- Spanyolul: Partido Socialista Europeo
- Svédül: Europeiska socialdemokratiska partiet
- Szerbül: Партија европских социјалиста, Partija evropskih socijalista
- Szlovákul: Strana európskych socialistov
- Szlovénul: Stranka evropskih socialistov
- Törökül: Avrupa Sosyalistler Partisi

## Tagok

### Teljes jogú tagok
| Ország  | Párt neve                                | Rövidítés | Európai Parlamenti képviselők | Tagállami törvényhozás |
| ------- | ---------------------------------------- | --------- | ----------------------------- | ---------------------- |
| AUT     | Ausztria Szociáldemokrata Pártja         | SPÖ       | 5 / 18                        | 52 / 183 20 / 62       |
| Belgium | Vallon Szocialista Párt                  | PS        | 3 / 8                         | 23 / 639 / 24          |
| Belgium | Flamand Szocialisták                     | sp.a      | 1 / 13                        | 13 / 875 / 35          |
| BGR     | Bolgár Szocialista Párt                  | BSP       | 4 / 17                        | 80 / 240               |
| CRO     | Szociáldemokrata Párt (Horvátország)     | SDP       | 2 / 11                        | 36 / 151               |
| CYP     | Mozgalom a Szociáldemokráciáért          | EDEK      | 2 / 6                         | 3 / 56                 |
| CZE     | Cseh Szociáldemokrata Párt               | ČSSD      | 4 / 21                        | 15 / 200               |
| DNK     | Szociáldemokraták                        | A         | 3 / 13                        | 47 / 179               |
| EST     | Szociáldemokrata Párt                    | SDE       | 1 / 6                         | 15 / 101               |
| FIN     | Finn Szociáldemokrata Párt               | SDP       | 2 / 13                        | 35 / 200               |
| FRA     | Szocialista Párt                         | PS        | 10 / 74                       | 86 / 348 27 / 577      |
| DEU     | Németország Szociáldemokrata Pártja      | SPD       | 27 / 96                       | 153 / 709              |
| GRC     | Pánhellén Szocialista Mozgalom           | PASOK     | 2 / 21                        | 18 / 300               |
| HUN     | Magyar Szocialista Párt                  | MSZP      | 0 / 21                        | 10 / 199               |
| HUN     | Demokratikus Koalíció                    | DK        | 2 / 21                        | 15 / 199               |
| IRL     | Munkáspárt                               | Labour    | 0 / 11                        | 5 / 607 / 158          |
| ITA     | Demokrata Párt                           | PD        | 26 / 73                       | 54 / 315112 / 630      |
| ITA     | Olasz Szocialista Párt                   | PSI       | 0 / 73                        | 3 / 3153 / 630         |
| LVA     | Szociáldemokrata Párt - Harmónia         | SDPS      | 1 / 8                         | 24 / 100               |
| LTU     | Litvánia Szociáldemokrata Pártja         | LSDP      | 2 / 11                        | 17 / 141               |
| LUX     | Luxembourgi Szocialista Munkáspárt       | LSAP      | 1 / 6                         | 13 / 60                |
| MLT     | Munkáspárt                               | PL        | 3 / 6                         | 37 / 69                |
| NLD     | Munkáspárt                               | PvdA      | 3 / 26                        | 8 / 759 / 150          |
| POL     | Baloldali Demokratikus Szövetség         | SLD       | 4 / 51                        | 0 / 1000 / 460         |
| POL     | Egyesült Munkások                        | UP        | 1 / 51                        | 0 / 1000 / 460         |
| PRT     | Szocialista Párt                         | PS        | 8 / 21                        | 86 / 230               |
| ROU     | Szociáldemokrata Párt                    | PSD       | 16 / 32                       | 67 / 168154 / 398      |
| SVK     | Irány – Szociáldemokrácia                | Smer-SD   | 4 / 13                        | 49 / 150               |
| SVN     | Szociáldemokraták                        | SD        | 1 / 8                         | 6 / 90                 |
| ESP     | Spanyol Szocialista Munkáspárt           | PSOE      | 14 / 54                       | 139 / 266123 / 350     |
| SWE     | Svédország Szociáldemokrata Munkáspártja | SAP       | 5 / 20                        | 100 / 349              |
| GBR     | Munkáspárt                               | Labour    | 20 / 73                       | 202 / 804262 / 650     |
| GBR     | Szociáldemokrata és Munkáspárt           | SDLP      | 0 / 73                        | 0 / 7860 / 6500 / 18   |

### Társult tagok
| Ország  | Párt neve                                   | Rövidítés | Európai Parlamenti képviselők | Ország törvényhozása |
| ------- | ------------------------------------------- | --------- | ----------------------------- | -------------------- |
| ALB     | Albán Szocialista Párt                      | PSS       |                               | 74 / 140             |
| BIH     | Bosznia Hercegovina Szociáldemokrata Pártja | SDP       |                               | 0 / 15 3 / 42        |
| BGR     | Bulgária Szociáldemokrata Pártja            | PBS       | 0 / 8                         | 1 / 240              |
| ISL     | Szociáldemokrata Szövetség                  | Samf.     |                               | 7 / 63               |
| MKD     | Macedónia Szociáldemokrata Uniója           | SDSM      |                               | 49 / 120             |
| MDA     | Moldávia Demokrata Pártja                   | PDM       |                               | 19 / 101             |
| MNE     | Montenegrói Szocialisták Demokrata Pártja   | DPS       |                               | 31 / 81              |
| MNE     | Montenegroi Szociáldemokrata Párt           | SDP       |                               | 6 / 81               |
| Koszovó | Önrendelkezést!                             | VV        |                               | 31 / 120             |
| SRB     | Szerb Demokrata Párt                        | DS        |                               | 12 / 250             |
| CHE     | Svájc Szociáldemokrata Pártja               | SP/PS     |                               | 46 / 200             |
| TUR     | Köztársasági Néppárt                        | CHP       |                               | 131 / 550            |
| TUR     | Népi Demokrata Párt                         | DHP       |                               | 50 / 550             |